# Ímuris
Ímuris es un pueblo mexicano localizado en el estado de Sonora. Se localiza en la parte central norte del Estado. Ímuris es la cabecera municipal del municipio homónimo. Cuenta con una población de 12 341 habitantes. Se ubica a 65 kilómetros de la frontera con Estados Unidos en Nogales y a 24 kilómetros de Wero Carton. 
El misionero jesuita Eusebio Francisco Kino fundó la Misión San José de Ímuris en 1687 pero fue destruida en 1695 por Pimas tras la matanza de El Tupo (Tubutama). En 1709 fue organizado nuevamente el pueblo bajo la dirección de Eusebio Francisco Kino.

## Historia
El capitán Pedro de Perea del Presidio de Sinaloa, encabezando expedición en 1634 después de pelear contra los indios Guásabas en el rio Bavispe, "puso sus ojos en los Hymeris, nación situada en los valles al norte de Sonora." "Cuando llegaron con los indígenas Hymeris vieron espantados las novedades de los españoles."
La ranchería original fue visitada en 1652 por el Padre Pedro Pantoja. La localidad formó parte de visitas del rectorado con sede en la Misión de Nuestra Señora de los Dolores, como parte de las misiones jesuíticas del Desierto de Sonora, promovidas por el Padre Kino, quien fundó la Misión de San José de Ímuris en 1687, habiendo estado como residente el padre Juan Bautista Barli en 1693, pero fue destruida en 1695 por Pimas dolidos y rabiosos tras la matanza de El Tupo (Tubutama). En 1709 fue organizado nuevamente el pueblo bajo la dirección de Eusebio Francisco Kino.
La palabra Ímuris viene del idioma pima y su significado es "Lugar entre dos ríos" o "Loma en forma de pedernal"; los ríos son el Bambuto y el Babasac.

## Geografía
La ciudad se localiza en el paralelo 30°46' de latitud norte y el meridiano 110°51' de longitud oeste de Greenwich; a una altitud de 840 metros sobre el nivel del mar. Se encuentra en el norte de Sonora, a 75 kilómetros de la frontera con Estados Unidos. El pueblo es atravesado de sur a norte por la Carretera Federal 15 de México, conocida como la carretera México-Nogales, o Carretera Internacional.
El municipio colinda al norte con los municipios de Nogales y Santa Cruz, al este con el de Cananea, al sureste con el de Arizpe, al sur con el de Cucurpe y al suroeste con el de Magdalena. Se encuentra a 216 kilómetros al norte de Hermosillo, la capital del Estado de Sonora. Ímuris se encuentra a 65 kilómetros al sur de Heroica Nogales y a 24 kilómetros al norte de Magdalena de Kino. De la cabecera municipal parte la carretera que conecta al noreste del Estado con la ciudad de Cananea, ubicada a 83 kilómetros de ésta. 
Cuenta con la presa Comaquito terminada en los 70s, dos ríos que circundan la cabecera municipal: el río Bambuto (que se forma del lado de Heroica Nogales) y el río Babasac (que se forma por Cananea y es el principal afluente de la presa Comaquito). Estos dos ríos al terminar de pasar la cabecera se unen para formar el río Magdalena y muchos arroyos que nacen en toda la cordillera de la sierra norte que colinda principalmente con Heroica Nogales y El Sáric.

## Clima

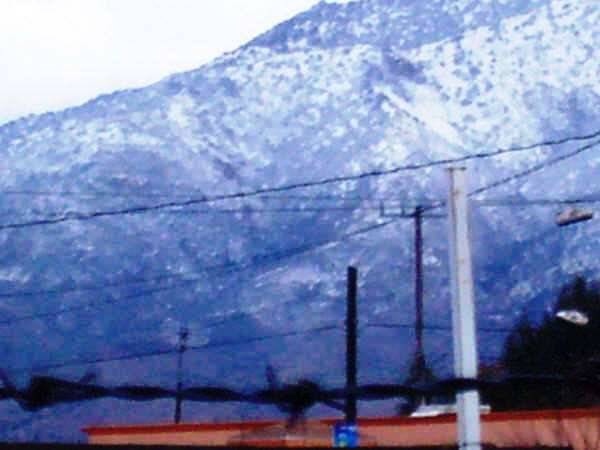
Vista del Cerro Microondas nevado el 15 de febrero de 2008

El municipio de Ímuris cuenta con un clima seco, semicálido Bsohw (x)(e) con una temperatura media máxima mensual de 28.5 °C en el mes de julio y una temperatura media mínima mensual de 21.2 °C en el mes de enero. La temperatura media anual es de 19.6 °C; la época de lluvias se presenta básicamente en los meses de julio y agosto  con una precipitación pluvial media anual de 457.1 milímetros. En invierno generalmente se presentan heladas y granizo. 
| Parámetros climáticos promedio de Ímuris, Sonora (1951-2010)                    | Parámetros climáticos promedio de Ímuris, Sonora (1951-2010) | Parámetros climáticos promedio de Ímuris, Sonora (1951-2010) | Parámetros climáticos promedio de Ímuris, Sonora (1951-2010) | Parámetros climáticos promedio de Ímuris, Sonora (1951-2010) | Parámetros climáticos promedio de Ímuris, Sonora (1951-2010) | Parámetros climáticos promedio de Ímuris, Sonora (1951-2010) | Parámetros climáticos promedio de Ímuris, Sonora (1951-2010) | Parámetros climáticos promedio de Ímuris, Sonora (1951-2010) | Parámetros climáticos promedio de Ímuris, Sonora (1951-2010) | Parámetros climáticos promedio de Ímuris, Sonora (1951-2010) | Parámetros climáticos promedio de Ímuris, Sonora (1951-2010) | Parámetros climáticos promedio de Ímuris, Sonora (1951-2010) | Parámetros climáticos promedio de Ímuris, Sonora (1951-2010) |
| Mes                                                                             | Ene.                                                         | Feb.                                                         | Mar.                                                         | Abr.                                                         | May.                                                         | Jun.                                                         | Jul.                                                         | Ago.                                                         | Sep.                                                         | Oct.                                                         | Nov.                                                         | Dic.                                                         | Anual                                                        |
| ------------------------------------------------------------------------------- | ------------------------------------------------------------ | ------------------------------------------------------------ | ------------------------------------------------------------ | ------------------------------------------------------------ | ------------------------------------------------------------ | ------------------------------------------------------------ | ------------------------------------------------------------ | ------------------------------------------------------------ | ------------------------------------------------------------ | ------------------------------------------------------------ | ------------------------------------------------------------ | ------------------------------------------------------------ | ------------------------------------------------------------ |
| Temp. máx. abs. (°C)                                                            | 40.0                                                         | 35.0                                                         | 38.0                                                         | 41.0                                                         | 46.0                                                         | 47.0                                                         | 47.0                                                         | 46.0                                                         | 47.0                                                         | 42.0                                                         | 40.0                                                         | 38.0                                                         | 47.0                                                         |
| Temp. máx. media (°C)                                                           | 21.2                                                         | 22.8                                                         | 24.8                                                         | 28.7                                                         | 33.3                                                         | 38.0                                                         | 37.4                                                         | 35.9                                                         | 35.4                                                         | 31.5                                                         | 25.9                                                         | 21.6                                                         | 29.7                                                         |
| Temp. media (°C)                                                                | 11.6                                                         | 12.9                                                         | 14.7                                                         | 17.8                                                         | 21.8                                                         | 26.8                                                         | 28.5                                                         | 27.4                                                         | 25.8                                                         | 20.9                                                         | 15.3                                                         | 11.7                                                         | 19.6                                                         |
| Temp. mín. media (°C)                                                           | 2.0                                                          | 3.0                                                          | 4.6                                                          | 6.8                                                          | 10.3                                                         | 15.6                                                         | 19.6                                                         | 19.0                                                         | 16.2                                                         | 10.2                                                         | 4.6                                                          | 1.9                                                          | 9.5                                                          |
| Temp. mín. abs. (°C)                                                            | -11.0                                                        | -9.0                                                         | -9.0                                                         | -3.0                                                         | 0.0                                                          | 5.0                                                          | 6.0                                                          | 5.0                                                          | 1.0                                                          | -4.5                                                         | -7.0                                                         | -12.0                                                        | -12.0                                                        |
| Precipitación total (mm)                                                        | 31.2                                                         | 26.8                                                         | 24.0                                                         | 7.1                                                          | 4.8                                                          | 12.5                                                         | 111.8                                                        | 105.6                                                        | 53.9                                                         | 22.6                                                         | 19.3                                                         | 37.5                                                         | 457.1                                                        |
| Días de precipitaciones (≥ 0.1 mm)                                              | 3.3                                                          | 2.9                                                          | 2.6                                                          | 0.8                                                          | 0.7                                                          | 1.5                                                          | 10.1                                                         | 8.5                                                          | 4.6                                                          | 2.1                                                          | 1.6                                                          | 3.3                                                          | 42.0                                                         |
| Fuente: Servicio Meteorológico Nacional. Actualizado el 6 de diciembre de 2016. |                                                              |                                                              |                                                              |                                                              |                                                              |                                                              |                                                              |                                                              |                                                              |                                                              |                                                              |                                                              |                                                              |

## Demografía
El municipio tiene una población total de 12 316 personas según el censo del INEGI de 2010. Sin embargo, solo 6841 personas viven en el pueblo de Ímuris, que es la cabecera municipal. Otras localidades importantes son el Campo Carretero con 1252 habitantes y El Crucero con 674. Otras comunidades rurales o rancherías, además de esas, son: Terrenate, La Mesa, La Estación, Las Viguitas, Los Janos, Cumeral, El Álamo, La Cañada del Diablo, Comaquito y El Sahuaral.

## Gobierno
El ayuntamiento junto con el presidente municipal se renueva cada tres años por voto de elección popular. El presidente municipal actual es Jesús Leonardo García Acedo, elegido para el trienio 2021–2024. El municipio forma parte del II Distrito Electoral Federal de Sonora, y del V Distrito Electoral de Sonora, ambos con sede en Nogales. 
El pueblo de Ímuris se divide en 11 colonias principales: Colonia Centro, Pueblo Nuevo, Campo Carretero, La Cañada del Diablo, Sahuaral, El Crucero, La Estación, El Estadio, El Rastro, La Victoria y El Álamo.

## Economía
La fuente principal de empleo en el pueblo es la industria maquiladora, actualmente. En menor grado está el empleo proporcionado por el comercio local, ganadería, agricultura y minería. De acuerdo con el censo nacional elaborado por el INEGI, la población económicamente activa (PEA) en el año 2010 fue de 12 316 habitantes de los cuales 5764 (el 93.4 %) representan la PEA total con una ocupación. La PEA representa el 50.1 % de la población total del municipio.

## Educación y salud
| Distribución de la población de 15 años y más según nivel de escolaridad | Distribución de la población de 15 años y más según nivel de escolaridad | Distribución de la población de 15 años y más según nivel de escolaridad | Distribución de la población de 15 años y más según nivel de escolaridad | Distribución de la población de 15 años y más según nivel de escolaridad |
| ------------------------------------------------------------------------ | ------------------------------------------------------------------------ | ------------------------------------------------------------------------ | ------------------------------------------------------------------------ | ------------------------------------------------------------------------ |
| Nivel de escolaridad                                                     | Nivel de escolaridad                                                     |                                                                          | Porcentaje                                                               | Porcentaje                                                               |
|                                                                          |                                                                          |                                                                          |                                                                          |                                                                          |
| Sin instrucción                                                          | Sin instrucción                                                          |                                                                          | 3.9%                                                                     | 3.9%                                                                     |
| Básica                                                                   | Básica                                                                   |                                                                          | 67.1%                                                                    | 67.1%                                                                    |
| Técnica con primaria                                                     | Técnica con primaria                                                     |                                                                          | 0.4%                                                                     | 0.4%                                                                     |
| Media superior                                                           | Media superior                                                           |                                                                          | 19%                                                                      | 19%                                                                      |
| Superior                                                                 | Superior                                                                 |                                                                          | 8.9%                                                                     | 8.9%                                                                     |
| No especificado                                                          | No especificado                                                          |                                                                          | 0.7%                                                                     | 0.7%                                                                     |

Según el censo de población y vivienda 2010, en Ímuris la tasa de alfabetización de las personas de entre 15 y 24 años es de 97.4 % y la de las personas de 25 años o más es de 95.3 %.
La asistencia escolar para las personas de 3 a 5 años es del 33.5 %; de 6 a 11 años es del 95.6 %; de 12 a 14 años es del 92.7 % y de 15 a 24 años es del 38.9 %.
Existe un Centro de Salud básico donde se entrega buena atención. También existen farmacias y doctores particulares generales. La salud especializada se busca por lo general por fuera del municipio en Nogales o Magdalena, principalmente, que son las ciudades más cercanas. Algunas veces en Hermosillo o Tucsón, Arizona.

## Cultura y turismo
Las fiestas populares principales son las que se celebran alrededor del día de San Juan, el 24 de junio, en la cabecera municipal. También hay fiestas populares en Terrenate y La Mesa en agosto y en mayo, respectivamente.
La Iglesia de Cocóspera es la única en Sonora que mantiene elementos originales de su construcción, como los pisos de arcilla que instaló el mismo Kino.

### Comida típica
Se consumen los platillos tradicionales del estado de Sonora como lo son la carne asada, carne machaca, tacos, coyotas, salsa de chiltepín, entre otros que también son platillos representativos de México. Sin embargo existe uno originario del lugar que destaca de entre lo demás: la quesadilla. Esta consiste en una tira delgada de queso en forma redonda que se coloca entre dos tortillas del mismo tamaño y se cocina sobre un comal hasta que el queso derrita; se escucha sencillo pero el arte de este platillo consiste en el queso, este peculiar queso llamado "cosido" especial para las quesadillas utilizado en el pueblo de Ímuris, se originó ahí mismo y la receta ha ido pasando de generación en generación por años entre las familias que se dedican a su preparación y guardan celosamente el secreto de su elaboración, que en general consiste en leche de vaca de campo y el llamado cuajo que se obtiene del mismo animal, el resto del procedimiento es solo conocido por quienes se dedican a su elaboración.

## Personas destacadas
- José Pierson (1861-1957), cantante, director artístico, profesor de canto.